# Râle des tsingy
Mentocrex beankaensis
Espèce
Statut de conservation UICN

 VU  : Vulnérable
Le Râle des tsingy (Mentocrex beankaensis) est une espèce d'oiseaux de la famille des Sarothruridae.

## Répartition
Cet oiseau est endémique de Madagascar.